# (2468) Repin
(2468) Repin ist ein Asteroid des Hauptgürtels, der am 8. Oktober 1969 von der russischen Astronomin Ljudmila Iwanowna Tschernych am Krim-Observatorium in Nautschnyj (IAU-Code 095) entdeckt wurde.
Der Asteroid wurde nach dem russisch-ukrainischen Maler Ilja Jefimowitsch Repin (1844–1930) benannt, der als der bedeutendste Vertreter der ukrainischen und russischen Realisten gilt.